# 贺家桥镇
贺家桥镇，是中华人民共和国湖南省株洲市醴陵市下辖的一个乡镇级行政单位。

## 行政区划
贺家桥镇下辖以下地区：
云岩社区、明月社区、新台村、七星村、贺市村、琥玛村、妙泉村、洪罗村、寺冲村、水口山村和档梓山村。